# Liste der Nummer-eins-Hits in den Hot 100 Airplay (2011)
Diese Liste enthält alle Nummer-eins-Hits in den Hot 100 Airplay Charts im Jahr 2011. Es handelt sich hierbei um die Charts mit den von den Radiostationen in den USA am häufigsten gespielten Musiktiteln, die vom US-amerikanischen Magazin Billboard veröffentlicht wurden. In diesem Jahr gab es 15 Spitzenreiter.
| Singles |
| --- |
| - Rihanna feat. Drake – What’s My Name? - 7 Wochen (1. Januar – 18. Februar) - Katy Perry – Firework - 1 Woche (19. Februar – 25. Februar) - Bruno Mars – Grenade - 3 Wochen (26. Februar – 18. März) - Enrique Iglesias feat. Ludacris & DJ Frank E – Tonight (I’m Lovin’ You) - 2 Wochen (19. März – 1. April) - Lady Gaga – Born This Way - 1 Woche (2. April – 8. April) - CeeLo Green – Fuck You! - 1 Woche (9. April – 15. April) - Rihanna – S&M - 3 Wochen (16. April – 6. Mai) - Katy Perry feat. Kanye West – E.T. - 5 Wochen (7. Mai – 10. Juni) - Adele – Rolling in the Deep - 6 Wochen (11. Juni – 22. Juli) - Pitbull feat. Ne-Yo, Afrojack & Nayer – Give Me Everything - 3 Wochen (23. Juli – 12. August) - LMFAO feat. Lauren Bennett & GoonRock – Party Rock Anthem - 1 Woche (13. August – 19. August, insgesamt 2 Wochen) - Katy Perry – Last Friday Night (T.G.I.F.) - 2 Wochen (20. August – 2. September, insgesamt 5 Wochen) - LMFAO feat. Lauren Bennett & GoonRock – Party Rock Anthem - 1 Woche (3. September – 9. September, insgesamt 2 Wochen) - Katy Perry – Last Friday Night (T.G.I.F.) - 3 Wochen (10. September – 30. September, insgesamt 5 Wochen) - Maroon 5 feat. Christina Aguilera – Moves Like Jagger - 6 Wochen (1. Oktober – 11. November, insgesamt 7 Wochen) - Adele – Someone like You - 2 Wochen (12. November – 25. November) - Maroon 5 feat. Christina Aguilera – Moves Like Jagger - 1 Woche (26. November – 2. Dezember, insgesamt 7 Wochen) - Rihanna feat. Calvin Harris – We Found Love - 12 Wochen (3. Dezember 2011 – 24. Februar 2012) |